# René Froger
René Froger (Ámsterdam, 5 de noviembre de 1960) es un cantante neerlandés.
Creció y pasó sus primeros años en el distrito de Jordaan. Su padre, Bolle Jan, regentaba un café donde comenzó a actuar de niño. Empezó con Ted de Braak y Mini en Maxi y en 1987 debutó con su sencillo, Love Leave Me, pero no consiguió tener mucho éxito hasta que un año después su Winter in America se coló en los primeros puestos del Top 40 holandés y más tarde consiguió su primer número uno Alles kan een mens gelukkig maken,con Het Goede Doel. 
Desde 1989 ha sacado más singles, pero sin demasiado éxito. 
Forofo del Ajax, comenzó su gira "Pure & More" en el Ámsterdam Arena.
En 2005 le diagnosticaron un cáncer de próstata que le ha supuesto varias complicaciones. 
Desde 2005 colabora con Gerard Joling y Gordon en el grupo De Toppers. Su hija Natascha se casó el 21 de abril de 2006 y el 23 de octubre dio a luz a su nieto Charlie René.

## Discografía

### Álbumes
- Who dares wins, 1988
- You're my everything, 1989
- Midnight man, 1990
- Matters of the heart, 1991
- Sweet hello's and sad goodbyes, 1992
- The power of passion, 1993
- Are you ready for loving me, 1994
- Walls of emotion, 1994
- The ballads, 1995
- Live in concert, 1995
- Illegal Romeo part 1, 1996
- Home again, 1998
- I don't break easy, 1999
- All the hits, 2001
- Internal affairs, 2002
- Sweet hello's and sad goodbyes II, 2003
- Pure, 2004
- The platinum edition|, 2004
- Live at the Arena, 2005

### Singles
- Love leave me, 11-7-1987
- Winter in America, 12-3-1988
- Who dares wins, 25-6-1988
- See you on Sunday, 24-9-1988
- You're a lady,24-12-1988
- Alles kan een mens gelukkig maken, 11-3-1989
- Back on my feet again, 2-12-1989
- Are you ready for loving me, 9-6-1990
- Just say hello, 6-10-1990
- The love of the year, 12-1-1991
- Nobody else, 23-3-1991
- Still on your side, 30-11-1991
- Woman woman,7-3-1992
- Man with a mission,9-5-1992
- Kaylee, 18-7-1992
- Your place or mine,3-10-1992
- This is the moment, 19-12-1992
- Calling out your name (Ruby), 9-10-1993
- Why are you so beautiful, 25-12-1993
- Here in my heart, 12-11-1994
- For a date with you,7-1-1995
- Why goodbye, 11-3-1995
- You've got a friend, 9-9-1995
- Wild rhythm, 4-5-1996
- If you don't know, 10-8-1996
- In dreams, 26-10-1996
- Thát's when I'll stop loving you, 1-3-1997
- The number one, 24-5-1997
- Never fall in love, 27-12-1997
- Lovin' you, 28-11-1998
- Crazy way about you, 1-5-1999
- I can't stop myself, 28-8-1999
- Why you follow me, 11-8-2001
- She (A song for Máxima), 2-2-2002
- Live at the Arena, 4-12-2004
- Over de top, 12-4-2005||30-4-2005
- Toppers party!, 16-7-2005
- Wir sind die Holländer, 3-6-2006
- Kon het elke dag maar Kerstmis zijn, 23-12-2006
- Can you feel it, 16-6-2007